# フォーナイン
有限会社フォーナイン（英称：Four Nine、シンボルマーク：9999）は、テレビ番組の企画・制作及び映像関連事業を行う企業である。日本テレビ系列の情報バラエティ番組の制作が殆ど多い。
社長である中村氏は映像編集マンで、制作番組の多くは編集としての参加である。

## 会社概要

### 所在地
- 〒160-0011 東京都新宿区若葉1-22 アーバンコートサカス2-302

### 設立年月日
- 1994年（平成6年）3月7日

### 代表者
- 中村篤

### 主な取引先
- 日本テレビ放送網株式会社
- 株式会社TBSテレビ

## 所属スタッフ
- 中村篤（代表者、プロデューサー）
- 土屋裕義（プロデューサー）
- 市川大作（ディレクター）
- 横伝輝信（ディレクター）
- 田口智康（ディレクター）
- 入舩晃（ディレクター）
- 橋田崇史（アシスタントディレクター）
- 小早川淳（アシスタントディレクター）
- 渡邊葉子（制作デスク）

## 主な制作番組

### 現在
- NNN Newsリアルタイム・リアル特集／目線（日本テレビ）
- にっぽん菜発見 そうだ、自然に帰ろう（ABC）
- ニュースの女王決定戦（日本テレビ）
- 衝撃スクープ裏のウラ 全部ホンモノ最強版（日本テレビ）
- 情報7days ニュースキャスター（TBS）

### 過去
- 追跡（日本テレビ）
- 全国警察犯罪捜査網（日本テレビ）
- どんまい!!スポーツ&ワイド（日本テレビ）
- 頑張る!!TV（日本テレビ）
- なんだろう!?大情報!（日本テレビ）
- NNNニュースプラス1・プラス1特集〔大注目〕／特撮〔必見!〕（日本テレビ）
- スーパーテレビ情報最前線（日本テレビ）
- ドキュメンタリー人間劇場（テレビ東京）
- 勇者のスタジアム・プロ野球好珍プレー（日本テレビ）
- ワザあり!にっぽん（中京テレビ）
- はじめてのおつかい（日本テレビ）
- ぶらり途中下車の旅（日本テレビ）
- 徳光和夫の情報スピリッツ（テレビ東京）
- 真相報道 バンキシャ!（日本テレビ）
- MMJ制作ドラマメイキング
- グッときた名場面BEST55（日本テレビ）